# Operacja Flaming Dart
Operacja Flaming Dart (z ang. „Płonąca Strzałka”) – amerykańska powietrzna operacja wojskowa skierowana przeciw Wietnamowi Północnemu, przeprowadzona w dwóch fazach między 7 a 11 lutego 1965 roku, podczas wojny wietnamskiej.

## Tło wydarzeń
Pomysł przeprowadzenia nalotów bombowych na Wietnam Północny został przedstawiony prezydentowi Lyndonowi B. Johnsonowi 1 grudnia 1964 roku przez Radę Bezpieczeństwa Narodowego pod naciskiem ambasadora w Sajgonie, Maxwella D. Taylora. Operacja miała być odpowiedzią na ataki Vietcongu na wojska amerykańskie stacjonujące w Wietnamie Południowym i częścią większego programu, obejmującego także działania US Air Force na terytorium Laosu (operacja „Barrell Roll”). Ostatecznie Johnson zaaprobował jedynie pierwszą część programu, odraczając naloty na północny Wietnam, m.in. ze względu na niestabilną sytuację w Wietnamie Południowym.
Bezpośrednią przyczyną przeprowadzenia operacji był atak żołnierzy Vietcongu na Camp Holloway, amerykańską bazę wojskową nieopodal miasta Pleiku, który miał miejsce rankiem 7 lutego 1965 roku. W jego wyniku zginęło 8 a rannych zostało 109 amerykańskich żołnierzy. Jeszcze tego samego dnia prezydent Johnson zadecydował o rozpoczęciu operacji „Flaming Dart”, która miała być ostrzeżeniem dla Wietnamu Północnego przed podobnymi działaniami na terenie Wietnamu Południowego.

## Przebieg

### Flaming Dart I
Operacją dowodził Henry L. Miller, dowódca 77. grupy zadaniowej (Task Force 77), należącej do VII Floty Stanów Zjednoczonych. W nalocie wzięło udział 49 samolotów A-4 Skyhawk oraz F-8 Crusader, startujących z lotniskowców USS „Hornet” oraz USS „Coral Sea”. Celem ataku był ośrodek szkoleniowy Wietnamskiej Armii Ludowej w Đồng Hới. Podczas operacji utracony został jeden samolot A-4.
Następnego dnia 24 samoloty A-1 Skyraider należące do sił powietrznych Wietnamu Południowego przeprowadziły nalot na koszary w Chap Le oraz centrum łączności w Vĩnh Linh. W operacji osobiście wziął udział marszałek lotnictwa Nguyễn Cao Kỳ.

### Flaming Dart II
W odwecie 10 lutego agenci Vietcongu zdetonowali ładunek wybuchowy w hotelu w mieście Quy Nhơn, zabijając 23 i raniąc 21 Amerykanów. Odpowiedzią na zamach była przeprowadzona następnego dnia operacja „Flaming Dart II”, w której wzięło udział 99 samolotów operujących z lotniskowców USS „Coral Sea”, USS „Hancock” i USS „Ranger”. Samoloty zbombardowały instalacje wojskowe w Chánh Hòa. Równolegle atak na Chap Le powtórzyło 28 samolotów południowowietnamskich. Utracone zostały trzy samoloty US Navy, a do niewoli wietnamskiej dostał się jeden pilot amerykański.
Wkrótce po zakończeniu „Flaming Dart”, 2 marca samoloty amerykańskie rozpoczęły regularne bombardowanie Wietnamu w ramach operacji „Rolling Thunder”.